# 15th Hussars

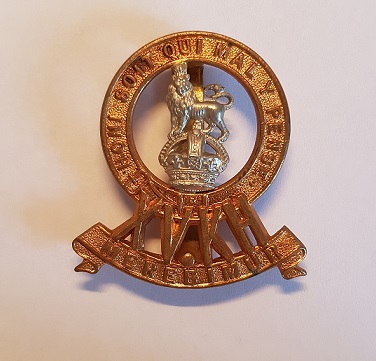
Mützenabzeichen der 15th Hussars

Die 15th (The King’s) Hussars (vormals 15th (The King’s) Regiment of (Light) Dragoons) waren ein Kavallerieregiment der britischen Armee, das von 1759 bis 1922 bestand.

## Geschichte

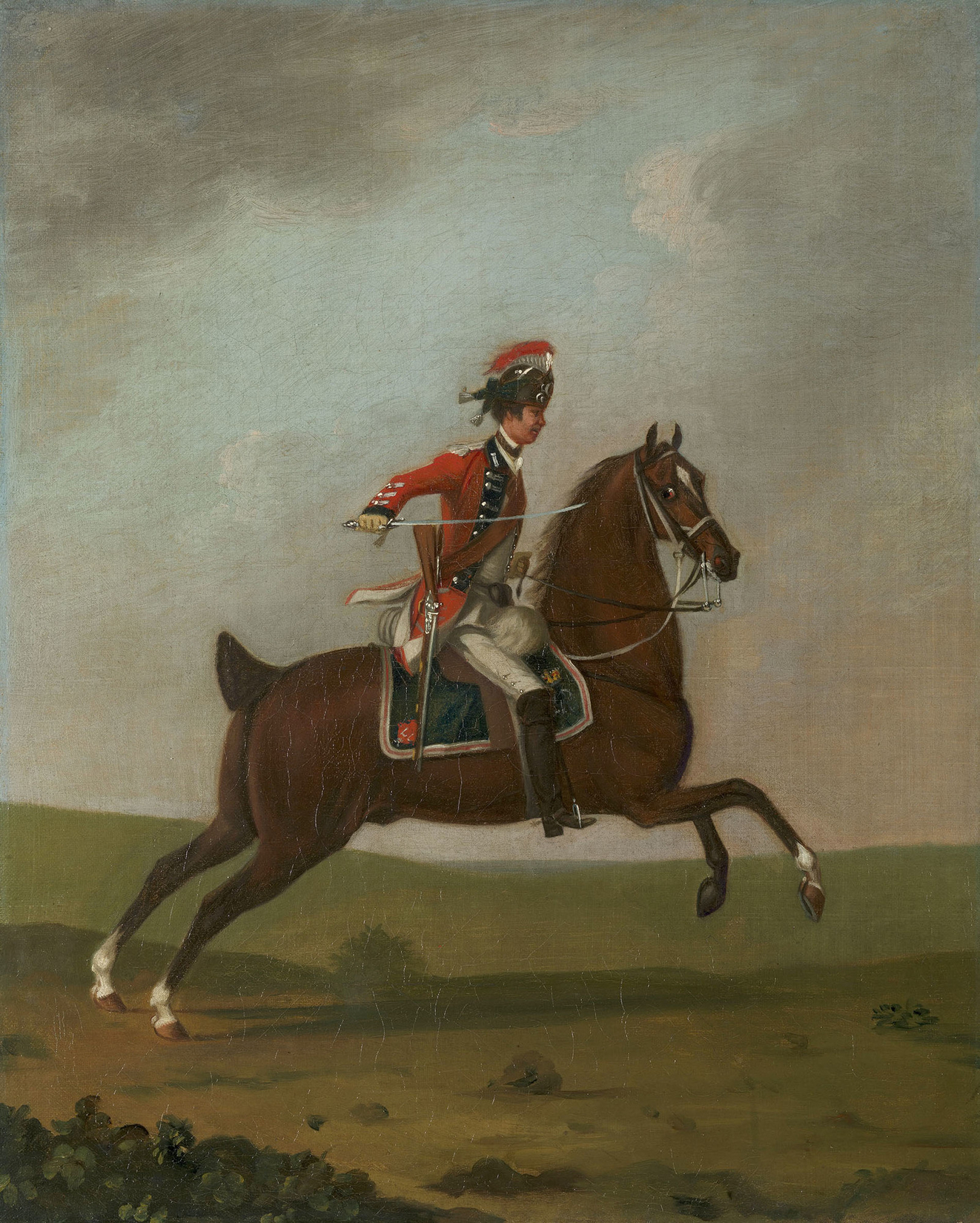
Soldat der 15th Light Dragoons, um 1760

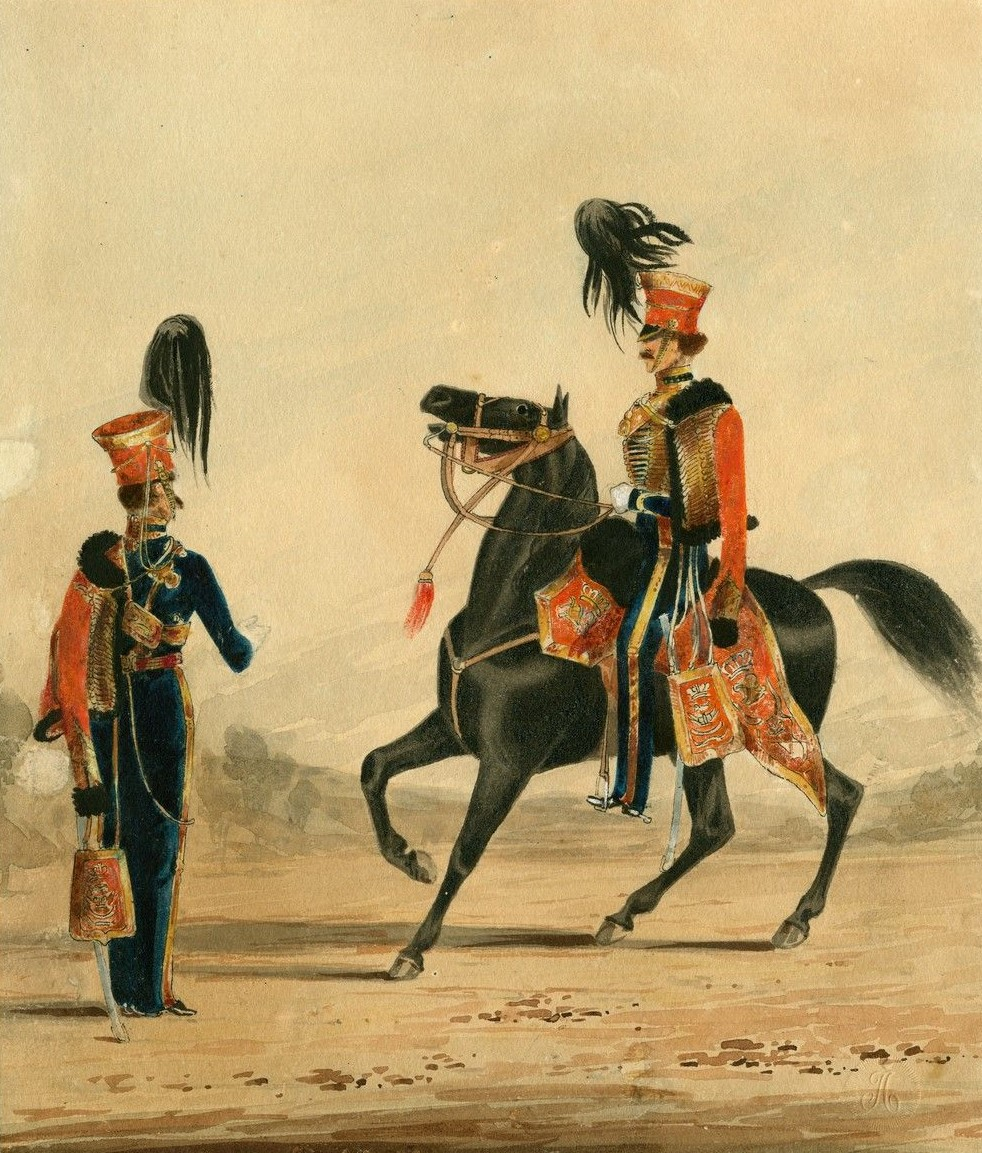
Offiziere der 15th Hussars in den 1830er Jahren

Am 10. März 1759 wurde George Augustus Eliott, zuvor Lieutenant-Colonel des 2nd Troop of Horse Grenadier Guards durch Royal Warrant mit der Aufstellung eines Regiments Leichter Kavallerie beauftragt. Dieses hieß zunächst 15th (or Light) Regiment of Dragoons und wurde auch Eliott’s Light Horse genannt. 1760 wurde der Regimentsname zu 15th Regiment of (Light) Dragoons geändert. Im selben Jahr schloss sich das Regiment während des Siebenjährigen Krieges der alliierten Armee in Deutschland an. Sein erstes Gefecht fand im Juli 1760 bei Emsdorf statt, wo es neun feindliche Regimentsfahnen eroberte, zwei Drittel der gesamten alliierten Verluste erlitt und die erste Battle Honour erhielt, die jemals einem britischen Regiment verliehen wurde. Am 26. Mai 1766 wurde es zu Ehren von König Georg III. zum 1st (or The King’s Royal) Regiment of Light Dragoons umbenannt, bevor der Regimentsname 1769 zu 15th (The King’s) Regiment of (Light) Dragoons geändert wurde.
Das Regiment kämpfte in der Anfangsphase der Französischen Revolutionskriege (1793–1802) in Flandern, unter anderem 1793 in Famars und Valenciennes sowie 1794 in Villers-en-Cauchies und Willems. 1807 wurde die Rolle des Regiments zu Husaren geändert und es zu 15th (The King’s) Regiment of (Light) Dragoons (Hussars) umbenannt. 1808 wurde es nach Spanien entsandt, um dort im Peninsular War (1808–1814) zu kämpfen. Nach dem Zusammenschluss mit General Sir John Moores Truppen gelang ihm am 21. Dezember 1808 bei Sahagún ein erfolgreicher Angriff durch den Schnee gegen französische Jäger und Dragoner. Im Januar 1809 wurde es aus La Coruña evakuiert.
Nach einem Einsatz im Polizeidienst in Nordengland kehrte es 1813 auf die Iberische Halbinsel zurück und kämpfte im selben Jahr bei Morales und Vitoria sowie 1814 bei Orthez und Toulouse. 1815 kämpfte es auch bei Waterloo.
1819 stellte das Regiment den Großteil der Kavallerie, die zur Aufrechterhaltung der Ordnung bei den politischen Demonstrationen gegen die Corn Laws in Manchester entsandt wurde, die im Peterloo-Massaker gipfelten. Es folgten Garnisonseinsätze in Irland und Indien. Während des Krimkriegs (1854–1856) war einer der Regimentsoffiziere Captain Louis Nolan, dessen Verhalten als Adjutant die verheerende Attacke der Leichten Brigade ermöglichte. Am 17. August 1861 wurde der Regimentsname zu 15th (The King’s) Hussars gekürzt, bevor das Regiment zu seinem weiteren Einsatz nach Indien aufbrach. Es kämpfte im Zweiten Anglo-Afghanischen Krieg (1878–1880) und wurde unmittelbar danach nach Südafrika verlegt, um am Ersten Burenkrieg (1880–1881) teilzunehmen, wo es im Februar 1881 an der Schlacht am Majuba Hill kämpfte.
Das Regiment verbrachte den gesamten Ersten Weltkrieg an der Westfront, wo es zunächst beritten zu Aufklärungsaufgaben und später abgesessen eingesetzt wurde. Am 1. Januar 1921 wurde der Regimentsname zu 15th The King’s Hussars umgestellt, bevor das Regiment am 9. November 1922 mit den 19th Royal Hussars (Queen Alexandra’s Own) zu den 15th/19th The King’s Royal Hussars verschmolzen wurde. Diese wurden 1992 mit den 13th/18th Royal Hussars (Queen Mary’s Own) zu den Light Dragoons verschmolzen. Die Light Dragoons führen die Tradition der 15th Hussars weiter.

## Regimental Colonels
Colonel of the Regiment waren:
- 1759–1790: General George Eliott, 1. Baron Heathfield
- 1790–1801: General Guy Carleton, 1. Baron Dorchester
- 1801–1827: Field Marshal Prince Ernest Augustus, 1. Duke of Cumberland and Teviotdale (1837 König von Hannover)
- 1827–1835: Lieutenant-General Sir Colquhoun Grant
- 1835–1849: General Sir Robert Thomas Wilson
- 1849–1859: General Sir Thomas William Brotherton
- 1859–1871: General Everard William Bouverie
- 1871–1883: General George William Key
- 1883–1891: General Michael William Smith
- 1891–1904: Lieutenant-General Sir Frederick Fitzwygram, 4. Baronet
- 1904–1916: General Sir George Luck
- 1916–1922: General Sir William Eliot Peyton

## Battle Honours
Dem Regiment wurden folgende Battle Honours verliehen (englische Originalbezeichnungen):
- Vor 1914: Emsdorf, Villers-en-Cauchies, Willems, Egmont-op-Zee, Sahagun, Vittoria, Peninsula, Waterloo, Afghanistan 1878–80.
- Erster Weltkrieg: Mons, Retreat from Mons, Marne 1914, Aisne 1914, Ypres 1914 ’15, Langemarck 1914, Gheluvelt, Nonne Bosschen, Frezenberg, Bellewaarde, Somme 1916 ’18, Flers-Courcelette, Cambrai 1917 ’18, St. Quentin, Rosières, Amiens, Albert 1918, Bapaume 1918, Hindenburg Line, St. Quentin Canal, Beaurevoir, Pursuit to Mons, France and Flanders 1914–18.